# Detlev von Ahlefeldt (1633–1667)
Detlev von Ahlefeldt (* 16. Januar 1633 in Lehmkuhlen; † 9. Januar 1667 (nach anderen Quellen  11. Januar 1667)) war Domherr des Domkapitels des Lübecker Doms.
Detlev von Ahlefeldt war Herr der Adligen Güter Krummendiek und Kampen in Schleswig-Holstein. Er war der Sohn von  	
Heinrich (Henrik) von Ahlefeldt  (1592–1674) und dessen Frau Anne geb. Rantzau (1614–1644). Seine Frau war  Margrethe Hedewig (1641–1687), die Tochter des Daniel Rantzau († 1658)  und dessen Frau Mette geb. Sehested (1616–1670) die er 1630 heiratete. Aus dieser Ehe gingen keine Kinder hervor 
Detlev von Ahlefeldt  war Amtmann von Gottorf wurde im Oktober 1640 zum Domherrn von Lübeck gewählt.